# تیگران دئویان
	تیگران دئویان (ارمنی: Տիգրան Դևոյան؛  )  سیاستمدار اهل ارمنستان بود که از تاریخ آوریل تا تاریخ نوامبر ۱۹۲۰ سمت فهرست رئیسان سرویس امنیت ملی ارمنستان را برعهده داشت.